# Йонко Карагьозов
Йонко Христов Карагьозов е български националреволюционер. Участник в Априлско въстание (1876).

## Биография
Йонко Карагьозов е роден на 10 февруари 1851 г. в град Севлиево. Включва се в национално-революционното движение. Член на Севлиевския частен революционен комитет на ВРО. Основан е от Васил Левски (1871). Взема дейно участие в подготовката на Априлско въстание (1876) в Първи търновски революционен окръг. За да подпомогне материално комитета залага цялата си стока и парите.
По време на въстанието възглавява голяма чета от 250 души, с която участва в сражение с турските войски в Дебневския проход. След разгрома на въстанието е заловен, откаран в Търново и осъден на смърт от военно-полеви съд. Обесен в родния му град Севлиево заедно със Стефан Пешев на 25 юни 1876.
Улица в родния му град е наименувана „Йонко Карагьозов“.